# 南天堂書房
南天堂書房（なんてんどうしょぼう）は東京都文京区本駒込にある書店。

## 概要
大正期、松岡虎王麿が創業した書店。古くは1階が書店、2階が喫茶店兼レストランとなっていた。大正期から昭和初期にかけて、大杉栄や伊藤野枝などの作家やアナーキストたちが夜ごと集まり、議論を交わしていた。渡辺政太郎は白山上に移転前から、この店舗の2階に間借りしており「研究会」を主宰した。
以前は1階が雑誌や書籍売り場、2階がコミック売り場となっていた。2014年夏に改装して売り場を1階のみに集約し、2階を学習塾（学研教室）に業態転換した。
2020年7月末日に一旦店舗を閉じ、改装して2023年7月に復活。売場面積25坪の総合書店。

## 関連書籍
- 寺島珠雄『南天堂 ―松岡虎王麿の大正・昭和―』皓星社、1999年9月。ISBN 4-7744-0268-0。